# Rodneys Underground Press
Rodneys Underground Press (RUP) ist ein Verlag, der seit 2013 in Dortmund beheimatet ist.
Ursprünglich wurde der Verlag 1992 in Bochum von Roland Adelmann als Vertrieb der aufkommenden Social-Beat-Szene gegründet und behielt diese Funktion bis ins Jahr 2013. Da durch die zunehmende Konkurrenz der reine Vertrieb von Undergroundpublikationen unrentabel wurde, hat sich RUP zudem auf die Veröffentlichung von deutschsprachigen Underground-Autoren sowie die Förderung junger Underground-Autoren konzentriert. Darüber hinaus werden unregelmäßig das Literaturmagazin MAULhURE und die Literaturzeitschrift Presswurst herausgegeben, worin die aktuelle Social-Beat- und Underground-Szene veröffentlicht wird.
Rodneys Underground Press arbeitet bewusst ohne ISBN und Amazon, sondern vertreibt ihre Publikationen vorwiegend selbst.

## Verlegte Autoren (Auswahl)
- Marco Kerler
- Alexander Pfeiffer
- Weylthaar (Lars Banhold)